# Nélson Semedo
Cabral Semedo est un nom portugais ; le premier nom de famille (d'usage facultatif) est Cabral et le second est Semedo.
Pour les articles homonymes, voir Semedo.
Nélson Cabral Semedo, né le 16 novembre 1993 à Lisbonne au Portugal, est un footballeur international portugais qui évolue au poste de latéral droit au Fenerbahçe SK.

## Biographie

### Carrière en club

#### Sintrense (2011-2012)
Il signe au Benfica après avoir évolué au Sintrense club de 3e division portugaise.

#### CD Fátima (2012-2013)
Après avoir signé au Benfica, il est immédiatement transféré sous la forme d'un prêt au CD Fátima.

#### Benfica (2012-2017)
Il revient la saison suivante au Benfica et poursuit sa formation au sein du club. Durant trois années, il évoluera avec l'équipe B du Benfica, il est souvent mis aux postes d'arrière droit et parfois de milieu droit .
Assez rapidement, il a été pressenti comme étant bien plus qu'une simple alternative au départ éventuel du titulaire au poste d'arrière droit, Maxi Pereira.
Rui Vitória l'intègre dans l'équipe principale, notamment lors du match de la Supercoupe du Portugal ou des premiers matchs de championnat.
Son ascension au sein de l'équipe fut freiné par une blessure pendant son premier match international avec l'équipe du Portugal.
Il dispute la Ligue des champions de l'UEFA 2015-2016 avec Benfica.

#### FC Barcelone (2017-2020)
Le 13 juillet 2017, le FC Barcelone annonce un accord avec Benfica pour le transfert du latéral droit à hauteur de 30 millions plus 5 millions de bonus. Il devient le douzième Portugais de l'histoire à porter le maillot du FC Barcelone. Il fait ses débuts le 22 juillet en match amical durant la tournée américaine du mois d'août face à la Juventus (victoire 2 à 1).
C'est durant la saison 2018-2019 qu'il inscrit son premier but sous les couleurs barcelonaises : face à Girone pour le compte de la 21e journée de Liga, il marque et ouvre le score pour le Barça en reprenant le ballon de volée après un cafouillage dans la surface.
Lors du début de saison 2019-2020, il est titularisé régulièrement par Ernesto Valverde et participe au bon début de saison de son équipe. Lors de la 11e journée de Liga, face à Valladolid, il provoque une faute à l'extérieur de la surface, et le coup franc est magnifiquement envoyé dans les cages adverses par Lionel Messi. La semaine suivante, face à Levante, il provoque cette fois un penalty après avoir débordé sur le côté gauche, ce penalty est transformé par Lionel Messi, ce qui n'empêchera pas la défaite (3-1).
Lors du match contre le Bayern de Munich du 14 août 2020 (défaite 8-2) il se fait éteindre par Alphonso Davies à la 63e minute et scelle la fin de sa carrière au FC Barcelone.

#### Wolverhampton (depuis 2020)
Le 23 septembre, il s’engage en faveur du Wolverhampton Wanderers dans un cadre d’un transfert définitif. Il est vendu 40 M€ (bonus inclus). Il a signé un contrat de cinq ans.

### Carrière en sélection
Il débute en équipe nationale, le 11 octobre 2015 face à la Serbie. 
Deux ans plus tard, il dispute sa première compétition internationale lors de la Coupe des confédérations 2017 en Russie. Deux ans plus tard, il participe à la Ligue des Nations 2019 qu'il remporte avec le Portugal.  
En mai 2021, il est retenu par Fernando Santos, le sélectionneur de l'équipe nationale du Portugal, pour participer à l'Euro 2020. 
En mai 2024, il fait partie de la liste des 26 joueurs convoqués par Roberto Martinez pour disputer l'Euro 2024 .  

## Statistiques

### En club
| Saison                | Club                  | Championnat           | Championnat | Championnat | Championnat | Coupe nationale | Coupe nationale | Coupe nationale | Coupe de la Ligue | Coupe de la Ligue | Coupe de la Ligue | Supercoupe | Supercoupe | Supercoupe | Compétition(s) continentale(s) | Compétition(s) continentale(s) | Compétition(s) continentale(s) | Compétition(s) continentale(s) | Total | Total | Total |
| Saison                | Club                  | Division              | M.          | B.          | P.d.        | M.              | B.              | P.d.            | M.                | B.                | P.d.              | M.         | B.         | P.d.       | Comp.                          | M.                             | B.                             | P.d.                           | M.    | B.    | P.d.  |
| 2011-2012             | SU Sintrense          | Liga 3                | 26          | 1           | 0           | 1               | 0               | 0               | -                 | -                 | -                 | -          | -          | -          | -                              | -                              | -                              | -                              | 27    | 1     | 0     |
| 2012-2013             | CD Fátima (prêt)      | Liga Portugal 2       | 29          | 0           | 0           | 2               | 0               | 0               | -                 | -                 | -                 | -          | -          | -          | -                              | -                              | -                              | -                              | 31    | 0     | 0     |
| 2013-2014             | SL Benfica rés.       | Liga Portugal 2       | 17          | 0           | 1           | -               | -               | -               | -                 | -                 | -                 | -          | -          | -          | -                              | -                              | -                              | -                              | 17    | 0     | 1     |
| 2014-2015             | SL Benfica rés.       | Liga Portugal 2       | 42          | 2           | 5           | -               | -               | -               | -                 | -                 | -                 | -          | -          | -          | -                              | -                              | -                              | -                              | 42    | 2     | 5     |
| 2015-2016             | SL Benfica rés.       | Liga Portugal 2       | 4           | 3           | 3           | -               | -               | -               | -                 | -                 | -                 | -          | -          | -          | -                              | -                              | -                              | -                              | 4     | 3     | 3     |
| Sous-total            | Sous-total            | Sous-total            | 63          | 5           | 9           | 0               | 0               | 0               | 0                 | 0                 | 0                 | 0          | 0          | 0          | -                              | 0                              | 0                              | 0                              | 63    | 5     | 9     |
| 2015-2016             | SL Benfica            | Liga Portugal         | 12          | 1           | 0           | -               | -               | -               | 2                 | 0                 | 0                 | 1          | 0          | 0          | C1                             | 3                              | 0                              | 0                              | 18    | 1     | 0     |
| 2016-2017             | SL Benfica            | Liga Portugal         | 31          | 1           | 8           | 5               | 0               | 3               | 2                 | 0                 | 1                 | 1          | 0          | 0          | C1                             | 8                              | 1                              | 0                              | 47    | 2     | 12    |
| Sous-total            | Sous-total            | Sous-total            | 43          | 2           | 8           | 5               | 0               | 3               | 4                 | 0                 | 1                 | 2          | 0          | 0          | -                              | 11                             | 1                              | 0                              | 65    | 3     | 12    |
| 2017-2018             | FC Barcelone          | LaLiga                | 24          | 0           | 1           | 4               | 0               | 1               | -                 | -                 | -                 | 1          | 0          | 0          | C1                             | 7                              | 0                              | 0                              | 36    | 0     | 2     |
| 2018-2019             | FC Barcelone          | LaLiga                | 26          | 1           | 2           | 9               | 0               | 1               | -                 | -                 | -                 | 1          | 0          | 0          | C1                             | 10                             | 0                              | 0                              | 46    | 1     | 3     |
| 2019-2020             | FC Barcelone          | LaLiga                | 32          | 1           | 4           | 3               | 0               | 1               | -                 | -                 | -                 | -          | -          | -          | C1                             | 7                              | 0                              | 1                              | 42    | 1     | 6     |
| Sous-total            | Sous-total            | Sous-total            | 82          | 2           | 7           | 16              | 0               | 3               | 0                 | 0                 | 0                 | 2          | 0          | 0          | -                              | 22                             | 0                              | 1                              | 122   | 2     | 11    |
| 2020-2021             | Wolverhampton FC      | Premier League        | 34          | 1           | 1           | 1               | 0               | 0               | -                 | -                 | -                 | -          | -          | -          | -                              | -                              | -                              | -                              | 35    | 1     | 1     |
| 2021-2022             | Wolverhampton FC      | Premier League        | 26          | 0           | 1           | 2               | 1               | 0               | 1                 | 0                 | 0                 | -          | -          | -          | -                              | -                              | -                              | -                              | 29    | 1     | 1     |
| 2022-2023             | Wolverhampton FC      | Premier League        | 35          | 0           | 1           | 2               | 0               | 0               | 3                 | 0                 | 1                 | -          | -          | -          | -                              | -                              | -                              | -                              | 40    | 0     | 2     |
| 2023-2024             | Wolverhampton FC      | Premier League        | 36          | 0           | 1           | 5               | 1               | 0               | -                 | -                 | -                 | -          | -          | -          | -                              | -                              | -                              | -                              | 41    | 1     | 1     |
| 2024-2025             | Wolverhampton FC      | Premier League        | 34          | 0           | 4           | 2               | 0               | 0               | 1                 | 0                 | 0                 | -          | -          | -          | -                              | -                              | -                              | -                              | 37    | 0     | 4     |
| Sous-total            | Sous-total            | Sous-total            | 165         | 1           | 8           | 12              | 2               | 0               | 5                 | 0                 | 1                 | -          | -          | -          | -                              | -                              | -                              | -                              | 182   | 3     | 9     |
| 2025-2026             | Fenerbahçe SK         | Süper Lig             | 1           | 0           | 0           | -               | -               | -               | -                 | -                 | -                 | -          | -          | -          | C1                             | 2                              | 0                              | 0                              | 3     | 0     | 0     |
| Total sur la carrière | Total sur la carrière | Total sur la carrière | 404         | 11          | 31          | 36              | 2               | 6               | 8                 | 0                 | 3                 | 4          | 0          | 0          | -                              | 35                             | 1                              | 1                              | 487   | 14    | 41    |

### En sélection
| Matches internationaux de Nelson Semedo | Matches internationaux de Nelson Semedo | Matches internationaux de Nelson Semedo | Matches internationaux de Nelson Semedo         | Matches internationaux de Nelson Semedo | Matches internationaux de Nelson Semedo | Matches internationaux de Nelson Semedo | Matches internationaux de Nelson Semedo |
|                                         | Date                                    | Lieu                                    | Lieu                                            | Adversaire                              | Résultat                                | Compétition                             | Notes                                   |
| --------------------------------------- | --------------------------------------- | --------------------------------------- | ----------------------------------------------- | --------------------------------------- | --------------------------------------- | --------------------------------------- | --------------------------------------- |
| 1.                                      | 11 octobre 2015                         | Ext.                                    | Stade du Partizan, Belgrade, Serbie             | Serbie                                  | 1-2                                     | Éliminatoire Euro 2016                  |                                         |
| 2.                                      | 28 mars 2017                            | Dom.                                    | Estadio dos Barreiros, Funchal, Portugal        | Suède                                   | 2-3                                     | Match amical                            |                                         |
| 3.                                      | 3 juin 2017                             | Dom.                                    | Antonio Coimbra da Mota, Estoril, Portugal      | Chypre                                  | 4-0                                     | Match amical                            |                                         |
| 4.                                      | 9 juin 2017                             | Ext.                                    | Skonto Stadion, Riga, Lettonie                  | Lettonie                                | 0-3                                     | Éliminatoire Coupe du Monde 2018        |                                         |
| 5.                                      | 24 juin 2017                            | Neu.                                    | Stade de St-Pétersbourg, St-Pétersbourg, Russie | Nouvelle-Zélande                        | 4-0                                     | Coupe des Confédérations 2017           |                                         |
| 6.                                      | 2 juillet 2017                          | Neu.                                    | Otkrytie Arena, Moscou, Russie                  | Mexique                                 | 2-1                                     | Coupe des Confédérations 2017           |                                         |
| 7.                                      | 7 octobre 2017                          | Ext.                                    | Estadi Nacional, Andorre-la-Vieille, Andorre    | Andorre                                 | 0-2                                     | Éliminatoire Coupe du Monde 2018        |                                         |
| 8.                                      | 14 novembre 2017                        | Dom.                                    | Stade Dr. Magalhães Pessoa, Leiria, Portugal    | États-Unis                              | 1-1                                     | Match amical                            |                                         |
| 9.                                      | 5 juin 2019                             | Neu.                                    | Stade du Dragon, Porto, Portugal                | Suisse                                  | 3-1                                     | Ligue des Nations de l'UEFA 2019        |                                         |
| 10.                                     | 9 juin 2019                             | Neu.                                    | Stade du Dragon, Porto, Portugal                | Pays-Bas                                | 1-0                                     | Ligue des Nations de l'UEFA 2019        |                                         |
| 11.                                     | 7 septembre 2019                        | Ext.                                    | Marakana, Belgrade, Serbie                      | Serbie                                  | 2-4                                     | Éliminatoire Euro 2020                  |                                         |
| 12.                                     | 11 octobre 2019                         | Dom.                                    | Estadio José Alvalade, Lisbonne, Portugal       | Luxembourg                              | 3-0                                     | Éliminatoire Euro 2020                  |                                         |
| 13.                                     | 14 octobre 2019                         | Ext.                                    | NSC Olimpiski, Kiev, Ukraine                    | Ukraine                                 | 1-2                                     | Éliminatoire Euro 2020                  |                                         |

## Palmarès

### En club
|  |  | Benfica - Liga NOS - Champion : 2016 et 2017 - Coupe du Portugal - Vainqueur : 2017 - Coupe de la Ligue - Vainqueur : 2016 - Supercoupe du Portugal - Vainqueur : 2016 |  | FC Barcelone - Liga - Champion : 2018 et 2019 - Coupe d'Espagne - Vainqueur : 2018 - Supercoupe d'Espagne - Vainqueur : 2018 |

### En sélection
|  |  | Portugal - Ligue des nations de l'UEFA - Vainqueur : 2019 et 2025 - Coupe des confédérations - Troisième : 2017 |

## Distinctions individuelles
- Membre du 11 de révélation en Ligue des champions en 2017